# Paramount Pictures
A Paramount Pictures Corporation é um dos principais estúdios de cinema dos Estados Unidos, fundado por Adolph Zukor, em 1912, e com este nome desde 1925.
A Paramount foi um dos maiores e mais lucrativos estúdios de Hollywood nos anos 1920, 1940 e 1970. Modernamente, o estúdio procura reinventar a forma de fazer cinema, a fim de enfrentar os desafios do século XXI, através do uso de novas tecnologias.
Paramount Pictures é um membro da Motion Picture Association of America (MPAA).

## História
O imigrante húngaro Adolph Zukor era um simples faxineiro, e se encantou com o cinema, investindo em nickelodeons por seu apelo à classe trabalhadora. Em 1912 Zukor se uniu aos irmãos produtores Daniel e Charles Frohman para fundar a Famous Players Film Company. A película inicial da companhia Rainha Elizabeth, estrelado por Sarah Bernhardt, que estreou no Lyceum Theatre, em 12 de julho daquele ano. Por 1913 já tinham lançado cinco produções.
Começando em 1914, a Famous Players e a Jesse L. Lasky Feature Play Company - fundada em 1913 pelo empresário Lasky em parceria com Samuel Goldwyn, Oscar Apfel e Cecil B. DeMille, que pela companhia fez o primeiro longa-metragem do cinema americano, The Squaw Man (1914) - começaram a lançar seus filmes através de uma joint-venture, Paramount Pictures Corporation, organizada com a ajuda de um dono de cinemas de Utah, W. W. Hodkinson. Hodkinson escolheu "Paramount" procurando por um substituto por "Progressive" (nome de sua rede de cinemas), e criou o icônico logo da montanha inspirado no Pico Pikes, no Colorado. A Paramount foi a primeira distribuidora ao longo de toda a nação estadunidense, já que antes filmes eram distribuídos em acordos por estado ou região.
Em 1916, as duas companhias se fundiram na Famous Players-Lasky, com Zukor presidente e Lasky vice. Goldwyn, que estava mais interessado em fazer filmes que gerir uma empresa, saiu para criar sua própria produtora, a Goldwyn Films (que se tornou em 1924 parte da Metro-Goldwyn-Mayer). A companhia era beneficiada por uma rede de distribuição para os filmes que, da base na Melrose Avenue, em Hollywood, incluía centenas de salas de cinema pelo mundo - formando uma gigantesca corporação. A Paramount logo se tornou um dos maiores estúdios de Hollywood graças à sua rede de cinema e contratos com grandes estrelas como Mary Pickford, Marguerite Clark, Pauline Frederick, Douglas Fairbanks, Gloria Swanson, Rudolph Valentino, e Wallace Reid.
Em 1925 esta corporação fundiu-se com a Publix, pertencente à Balaban & Katz, e a companhia foi rebatizada Paramount Pictures, com ampliação da rede de cinemas e incorporação de produtoras de filmes e setores de distribuição. Com a rede da Publix a Paramount operava mais de 1 200 salas - o maior número já registrado na história do cinema.
Esta expansão, contudo, fez com que a Paramount devesse milhões de dólares em hipotecas sobre os cinemas, o que se revelou especialmente dramático com o advento da Grande Depressão de 1929. Para a superação dessas dificuldades a empresa teve que se reestruturar financeiramente no começo dos anos 1930, e para tanto contou com grandes sucessos de bilheteria, como os filmes de Mae West I'm No Angel e Belle of the Nineties (de 1933 e 1934), dos Irmãos Marx Coconuts e Horse Feathers (1929 e 1932) - admirados ainda hoje. Assim, quando a crise amainou em 1935, a Paramount dominava todos os segmentos do mercado cinematográfico: filmagem, distribuição e mantinha uma rede nacional de salas em torno de mil cinemas.
Durante a década de 1930, com a intenção de agradar o ditador alemão Adolf Hitler e manter os altos lucros obtidos no mercado alemão, os estúdios Paramount e outros menores demitiram seus funcionários judeus, segundo o livro “The Collaboration: Hollywood´s Pact With Hitler”, do jornalista australiano Bem Urwand, de 2013.

Zukor, na Paramount.

A despeito da sua grande produção nos anos 1920, sua "era de ouro" se deu durante a II Guerra Mundial, quando houve um boom de filmes; em 1936 a direção foi assumida por Barney Balaban, que imprimiu uma estratégia conservadora nos negócios, de tal modo que atingiu em 1946 um faturamento recorde de 40 milhões de dólares.
O executivo Y. Frank Freeman comandava os estúdios na Califórnia, usando o conceito de usar estrelas já consagradas para os filmes e curtas-metragens, como ter trazido do rádio Bing Crosby e Bob Hope e produziu um caminho dos mais lucrativos filmes da Era de Ouro de Hollywood, como os sucessos continuados dos épicos de Cecil B. DeMille e as comédias de Preston Sturges.
Em 1949 a Suprema Corte dos Estados Unidos ordenou que Balaban se desfizesse das salas de cinema, e a Paramount perdeu o fôlego lucrativo que o controle de toda a cadeia da produção cinematográfica lhe dava, ficando somente com a produção dos filmes e sua distribuição. Foi o início da perda de lucratividade.
Apesar de ter desenvolvido o sistema VistaVision de exibição widescreen, a falta de estrelas não era compensada, e a empresa produziu apenas sucessos eventuais, como Gunfight at the O.K. Corral, de 1957 ou Becket, de 1964. Apenas os filmes de Elvis Presley garantiam lucros consistentes e o prejuízo ocorre, finalmente, em 1963. Em 1964 Balaban se afasta.
Em 1966 o conglomerado Gulf & Western Industries adquiriu a empresa, e Charles Bluhdorn tornou-se seu presidente. Para revitalizar os estúdios contratou o ex-ator Robert Evans, que fracassou logo em seguida, após investir em grandes musicais como Paint Your Wagon e Darling Lili (1969 e 1970). Foi só em 1972 com o sucesso de O Poderoso Chefão de Coppola, e já sob a direção de Barry Diller e Frank Mancuso, que a Paramount começou a se reerguer.
Assim, com os sucessos continuados de séries como Star Trek e filmes como os de Eddie Murphy, aliados a seriados televisivos, que no final dos anos 1970 e começo dos anos 1980 que a Paramount voltou a ser um dos maiores estúdios hollywoodianos.
Em 1989 teve o nome alterado para Paramount Communications, Inc. pela Gulf & Western. Em 1994 foi, após longas disputas, adquirido pela Viacom Inc. por 10 bilhões de dólares, passando a usar o nome atual.
Em 3 de Abril de 2020, a Viacom CBS (dona da Paramount) adquiriu a Miramax e seu extenso catálogo de filmes. A partir deste dia, a Miramax é uma subsidiária da Paramount assim como seu catálogo (incluindo os filmes pré-2006 da Dimension Films) pertence à Paramount também.
Em Março de 2021, lançou o aplicativo da Paramount Chamado: Paramount+
Em 16 de Fevereiro de 2022 o nome da empresa Viacom CBS (dona da Paramount) mudou de nome para Paramount Global

## Paramount Pictures no Brasil

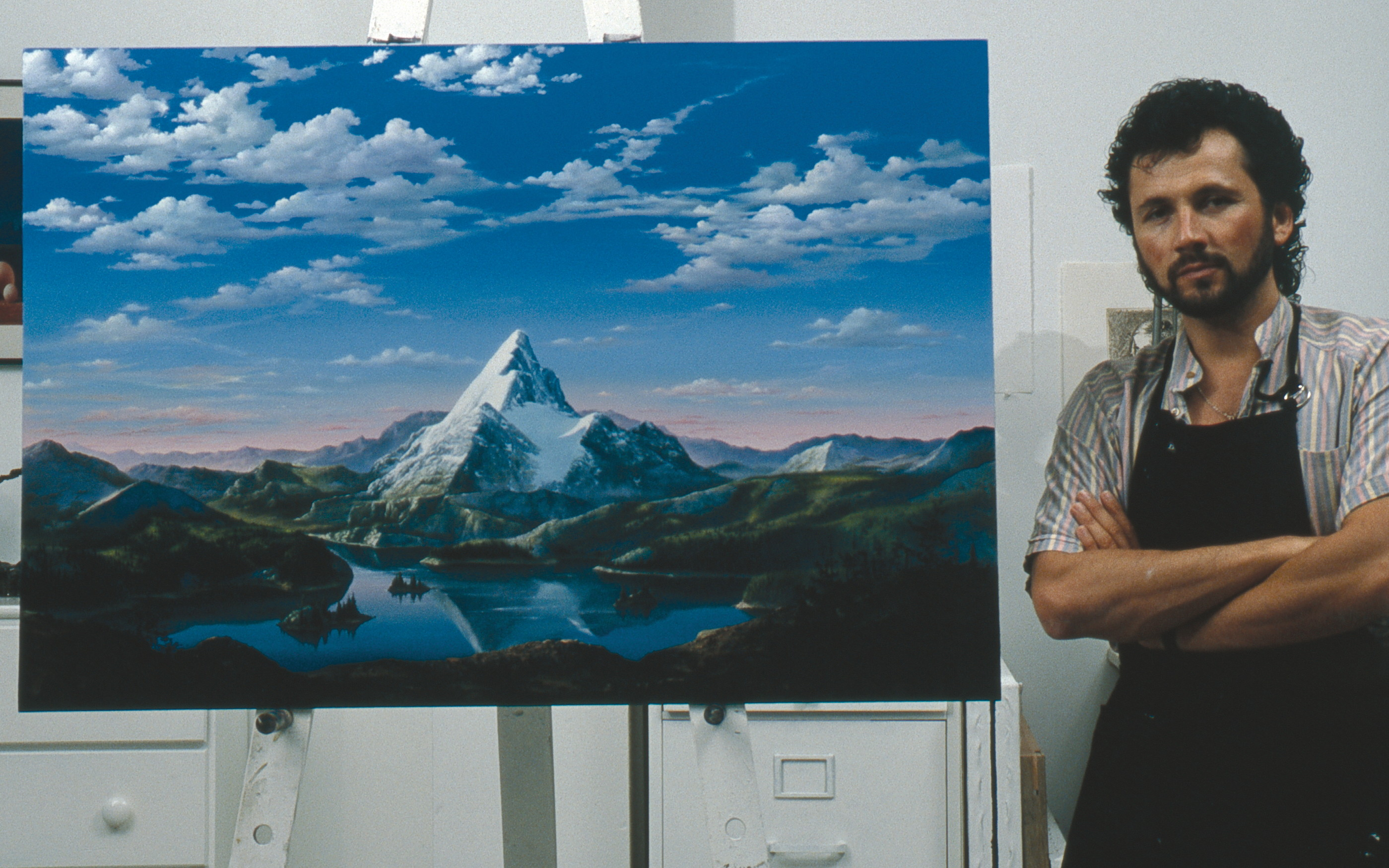
O artista Dario Campanile exibe a pintura da montanha que originou o famoso logotipo da Paramount. A pintura foi usada como base para vinheta comemorativa de 75 anos da empresa em 1987.

Com sede em Barueri, no estado de São Paulo, a Paramount está no Brasil desde 1985, tendo iniciado suas operações com a CIC Vídeo - em joint venture com a Universal Studios - para a distribuição de fitas VHS.
Com o fim da parceria, em 2001, foi fundada a Paramount Home Entertainment (Brazil) Ltda, parte da Paramount Home Entertainment Internacional, uma divisão da Paramount Motion Picture Group, pertencente ao grupo Viacom Inc..
Atualmente mantém parceria com a Rede Telecine (na TV por assinatura), na qual também possui uma participação minoritária e exibe seus filmes com pouco tempo de exibição em relação ao cinema e também com Rede Globo (na TV aberta).
A Paramount também distribui em DVD as séries brasileiras infantis de sucesso Turma da Mônica, Cocoricó e Bob Zoom.

### Filmes brasileiros
Além de gerenciar o lançamento no mercado brasileiro dos seus filmes, a Paramount Pictures possui um acervo de filmes nacionais como Dona Flor e Seus Dois Maridos, Turma da Mônica: Laços, Bye Bye Brazil, Romance da Empregada, O Quatrilho, Menino do Rio, O Candidato Honesto, Irmã Dulce, Loucas pra Casar, O Candidato Honesto 2. Vai Dar Nada, Escola Da Quebrada, Silvio e entre outros

### Prêmio
- 2013: Prêmio ED, para Gilson Cataldo, da Paramount Brasil, ganhou o Troféu Alexandre Adamiu pelos 50 anos de empresa[8]